# Линхер, Отто
Отто Линхер (нем. Otto Linher, 15 декабря 1922, Цюрс, Форарльберг — 2 мая 1953, Альпайнер Фернер, Тироль) — австрийский горнолыжник. Участник зимних Олимпийских игр 1952 года.

## Биография
Отто Линхер родился 15 декабря 1922 года в австрийском курортном населённом пункте Цюрс.
Был чемпионом Австрии по горнолыжному спорту.
В 1952 году вошёл в состав сборной Австрии на зимних Олимпийских играх в Осло. В скоростном спуске занял 28-е место, показав результат 2 минуты 47,9 секунды и уступив 17,1 секунды завоевавшему золотую медаль Дзено Коло из Италии.
В 1953 году стал победителем крупных международных соревнований «Гамперни Дерби» в Швейцарии.
Погиб 2 мая 1953 года в окрестностях австрийского ледника Альпайнер Фернер, попав под лавину, спровоцированную обрушением массы игольчатого льда. Вместе с ним погиб другой австрийский горнолыжник Одо Штрольц.

## Память
Именем Отто Линхера названа австрийская горнолыжная трасса в Цюрзерзе, на которой он неоднократно побеждал.

## Семья
Отец — Примин Линхер, мать — Каролина Линхер (до замужества Петер) (1879—?).
У Отто были братья Франц Линхер (1910—1955), Йозеф Линхер (1913—1943, убит в СССР), Ойген Линхер (1923—2002) и Херман Линхер (1923—2004), сёстры Паула Линхер (1909—?) и Штефани Линхер (1920—2009).